# Weilbach
Weilbach osztrák község Felső-Ausztria Riedi járásában. 2021 januárjában 625 lakosa volt.

## Elhelyezkedése

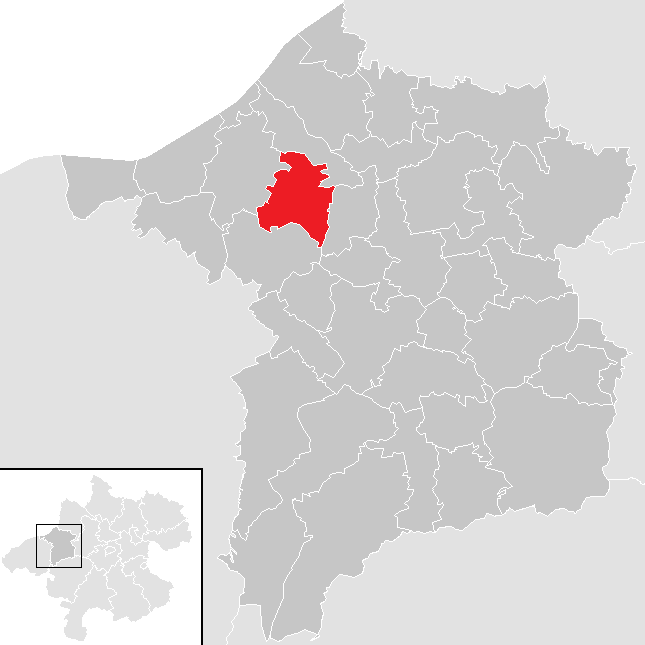
Weilbach a Ried im Innkreis-i járásban

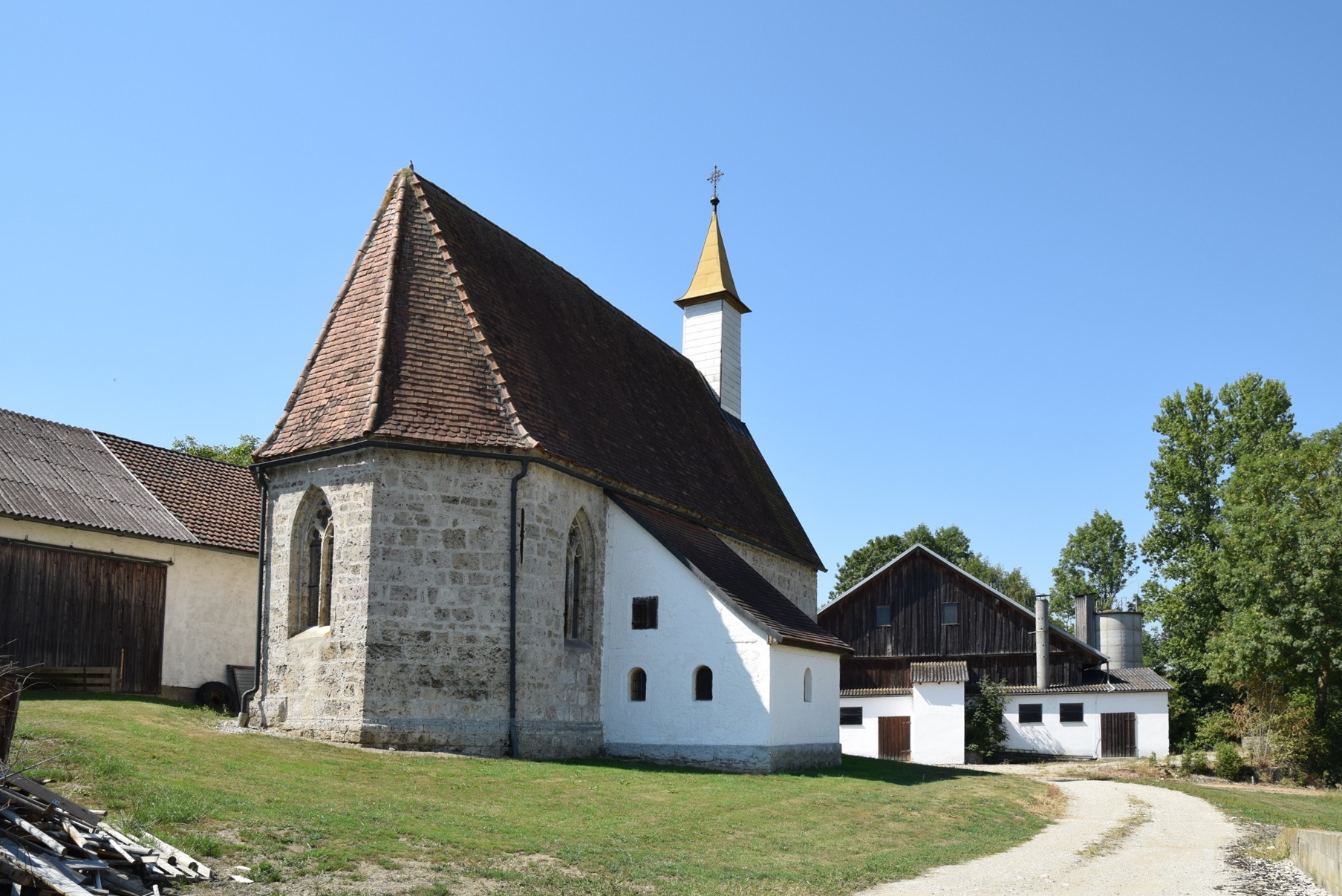
A Szt. Bálint-templom

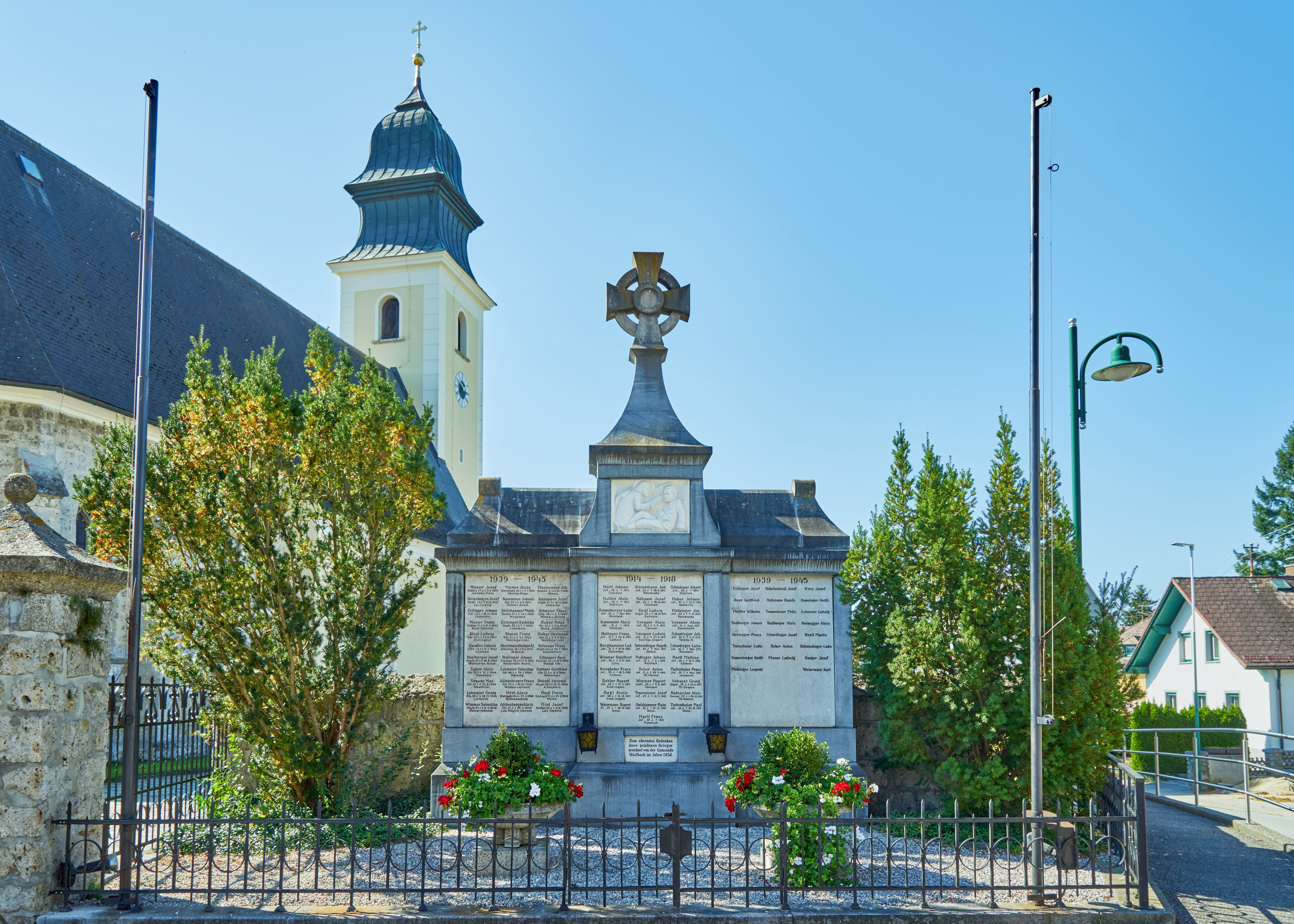
A háborús emlékmű

Weilbach a tartomány Innviertel régiójában fekszik, az Inn folyó völgyében, az Ellrechinger Bach patak mentén. Területének 15,7%-a erdő, 77,9% áll mezőgazdasági művelés alatt. Az önkormányzat 13 települést és településrészt egyesít: Detzlhof (32 lakos 2021-ben), Ellreching (86), Hinterweintal (21), Kirchberg (19), Kleinmurham (37), Klingersberg (21), Kölbl (51), Lindl (14), Neudorf (25), Oberweintal (17), Tal (21), Voitshofen (96) és Weilbach (185).
A környező önkormányzatok: északra Mörschwang, keletre Senftenbach, délre Gurten, nyugatra Sankt Georgen bei Obernberg am Inn.

## Története
Weilbach (és az egész Innviertel) 1779-ig Bajorországhoz tartozott, de a bajor örökösödési háborút lezáró tescheni béke Ausztriának ítélte. A napóleoni háborúk alatt rövid időre visszatért a francia bábállam Bajországhoz, de 1816 után végleg Ausztriáé lett. Az 1938-as Anschluss után a települést a Harmadik Birodalom Oberdonaui gaujába sorolták be. A második világháborút követően visszatért Felső-Ausztriához.

## Lakosság
A weilbachi önkormányzat területén 2021 januárjában 625 fő élt. A lakosságszám 1961 óta 600-700 között stagnál. 2019-ben az ittlakók 93,1%-a volt osztrák állampolgár; a külföldiek közül 3,9% a régi (2004 előtti), 2,9% az új EU-tagállamokból érkezett. 2001-ben a lakosok 98%-a római katolikusnak, 1,3% pedig felekezeten kívülinek vallotta magát. Ugyanekkor a német anyanyelvűeken (98,8%) kívül egy magyar és egy cseh élt a községben.
A népesség változása:
| Lakosok száma | 610  | 604  | 611  |
|               | 2016 | 2018 | 2023 |

## Látnivalók
- a Mária mennybevétele-plébániatemplom
- a kleinmurhami Szt. Bálint-templom

## Fordítás
- Ez a szócikk részben vagy egészben  a   Weilbach (Oberösterreich) című német Wikipédia-szócikk ezen változatának fordításán alapul.  Az eredeti cikk szerkesztőit annak laptörténete sorolja fel. Ez a jelzés csupán a megfogalmazás eredetét és a szerzői jogokat jelzi, nem szolgál a cikkben szereplő információk forrásmegjelöléseként.